# 莫隆皮兹
莫隆皮兹（法語：Molompize，法語發音：[mɔlɔ̃piz]）是法国康塔尔省的一个市镇，位于该省东北部，属于圣弗卢尔区。

## 地理
莫隆皮兹（45°13'47"N, 3°7'35"E）面积17.12 平方千米，位于法国奥弗涅-罗讷-阿尔卑斯大区康塔爾省，该省份为法国中南部省份，位于法國中央高原中心，北起科雷兹省、上盧瓦爾省和多姆山省，西接洛特省和科雷兹省，南至阿韦龙省和洛特省，东临上盧瓦爾省和洛泽尔省。
与莫隆皮兹接壤的市镇（或旧市镇、城区）包括：欧里亚克莱格利斯、博纳克、沙尔芒萨克、马西亚克、佩吕斯。

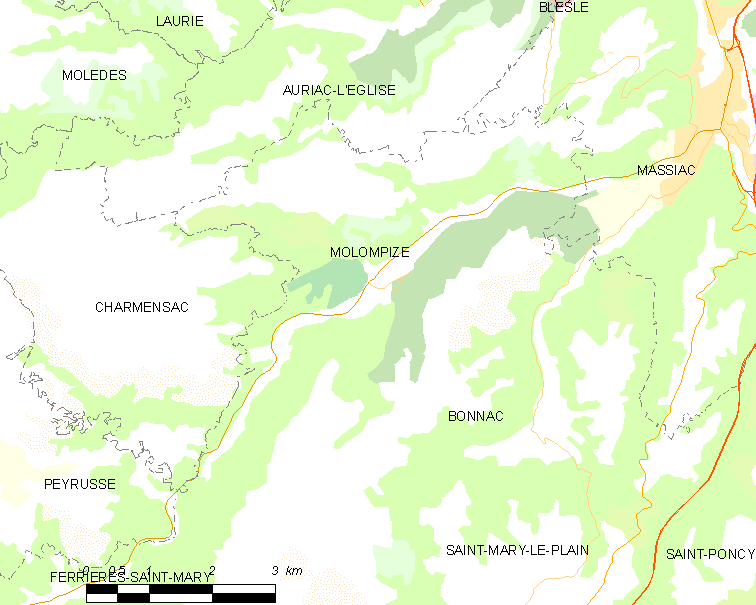
莫隆皮兹的OSM定位图

莫隆皮兹的时区为UTC+01:00、UTC+02:00（夏令时）。

## 行政
莫隆皮兹的邮政编码为15500，INSEE市镇编码为15127。

## 政治
莫隆皮兹所属的省级选区为圣弗卢尔第一县。

## 人口

1962-2008年间莫隆皮兹人口变化图示

莫隆皮兹于2022年1月1日时的人口数量为272人。